# Aelurillus ater
Aelurillus ater là một loài nhện trong họ Salticidae.
Loài này thuộc chi Aelurillus. Aelurillus ater được Kroneberg miêu tả năm 1875.